# Вашляев, Геннадий Васильевич
Генна́дий Васи́льевич Вашля́ев (4 января 1922, Чёрная Холуница, Вятская губерния — 29 апреля 1956, Лысьва, Молотовская область) — старший лейтенант Рабоче-крестьянской Красной Армии, участник Великой Отечественной войны, Герой Советского Союза (1945).

## Биография
Геннадий Вашляев родился 4 января 1922 года в посёлке Чёрная Холуница (ныне — Омутнинский район Кировской области) в рабочей семье. В 1928 году вместе с семьёй переехал в город Лысьва, где в 1936 году окончил семь классов средней школы. В 1937—1939 годах учился в школе фабрично-заводского ученичества, с 1939 года работал токарем на металлургическом заводе.
В июне 1941 года был призван на службу в Рабоче-крестьянскую Красную Армию. В 1942 году окончил военное пехотное училище, с ноября того же года — на фронтах Великой Отечественной войны. К ноябрю 1944 года лейтенант Геннадий Вашляев командовал ротой 361-го отдельного пулемётно-артиллерийского батальона 159-го укрепрайона 40-й армии 2-го Украинского фронта. Отличился во время освобождения Венгрии.
В ночь с 31 октября на 1 ноября 1944 года вместе со своей ротой Г. В. Вашляев первым переправился через Тису к западу от города Кишварда и захватил плацдарм на правом берегу реки. Несмотря на массированный непрекращающийся миномётный и артиллерийский обстрел, рота удерживала плацдарм в течение 10 дней до подхода основных советских частей. За время боёв рота отразила пять вражеских контратак.
Указом Президиума Верховного Совета СССР от 24 марта 1945 года за «образцовое выполнение боевых заданий командования на фронте борьбы с немецкими захватчиками и проявленные при этом мужество и героизм» лейтенант Геннадий Вашляев был удостоен высокого звания Героя Советского Союза с вручением ордена Ленина и медали «Золотая Звезда» за номером 7339.
После окончания войны в звании старшего лейтенанта был уволен в запас. Находился на партийной, затем на хозяйственной работе в Лысьве. Умер 29 апреля 1956 года.
Был также награждён орденами Отечественной войны 2-й степени и Красной Звезды, а также рядом медалей. В Лысьве установлен бюст Г. В. Вашляева, на одном из заводских цехов, где он работал — мемориальная доска. В его честь названа школа в посёлке Черная Холуница.